# Іванківці (Кременецька міська громада)
Іва́нківці — село в Україні, у  Кременецькій міській громаді Кременецького району Тернопільської області. Розташоване на півночі району. До 2020 - підпорядковане Катеринівській сільській раді.
До Іванківців приєднано хутори Перша Лінія та Друга Лінія. Розташоване на березі річки Горинь, за 21 км від райцентру.
Населення — 388 осіб (2001).

## Історія
Поблизу Іванківців виявлено археологічні пам'ятки раннього палеоліту та доби енеоліту.
Село відоме з першої половини XVIII ст. під назвою Янківці.
У 1786 р. в селі збудована дерев'яна Миколаївська церква. Зведена коштом парафіян. Була філіяльною до парафіяльної церкви в Кушлині. Перед 1890 роком дахи церкви покриті бляхою, зовнішні стіни помальовані олійними фарбами.
У січні 1918 року в селі проголошено Радянську владу.
На фронтах Німецько-радянської війни билися проти ворога 60 жителів, 23 з них загинуло, 32 нагороджені орденами й медалями Союзу РСР.
З 1962-го по 1972 рік споруджено 97 індивідуальних житлових будинків.
У 1973 році в Іванківцях було дворів — 160, населення — 533 чоловіка, були початкова школа, клуб, медичний пункт, бібліотека, магазин.
На території села була розміщена комплексна рільнича бригада колгоспу ім. Жовтневої революції (центральна садиба в с. Катеринівці). В її користуванні було 1,2 тис. га  сільськогосподарських угідь, з яких 1,1 тис. га орної землі.
У 2016 році вулиця Радянська була перейменована на Надрічну.
12 червня 2020 року, відповідно до розпорядження Кабінету Міністрів України № 724-р «Про визначення адміністративних центрів та затвердження територій територіальних громад Тернопільської області», увійшло до складу Кременецької міської громади.
19 липня 2020 року, в результаті адміністративно-територіальної реформи та ліквідації Кременецького (1940-2020) району, село увійшло до складу новоутвореного Кременецького району.

## Населення
За даними перепису населення 2001 року мовний склад населення села був таким:
| Мова       | Число ос. | Відсоток |
| ---------- | --------- | -------- |
| українська |           | 99,74    |
| російська  |           | 0,26     |

## Пам'ятки
Є церква.

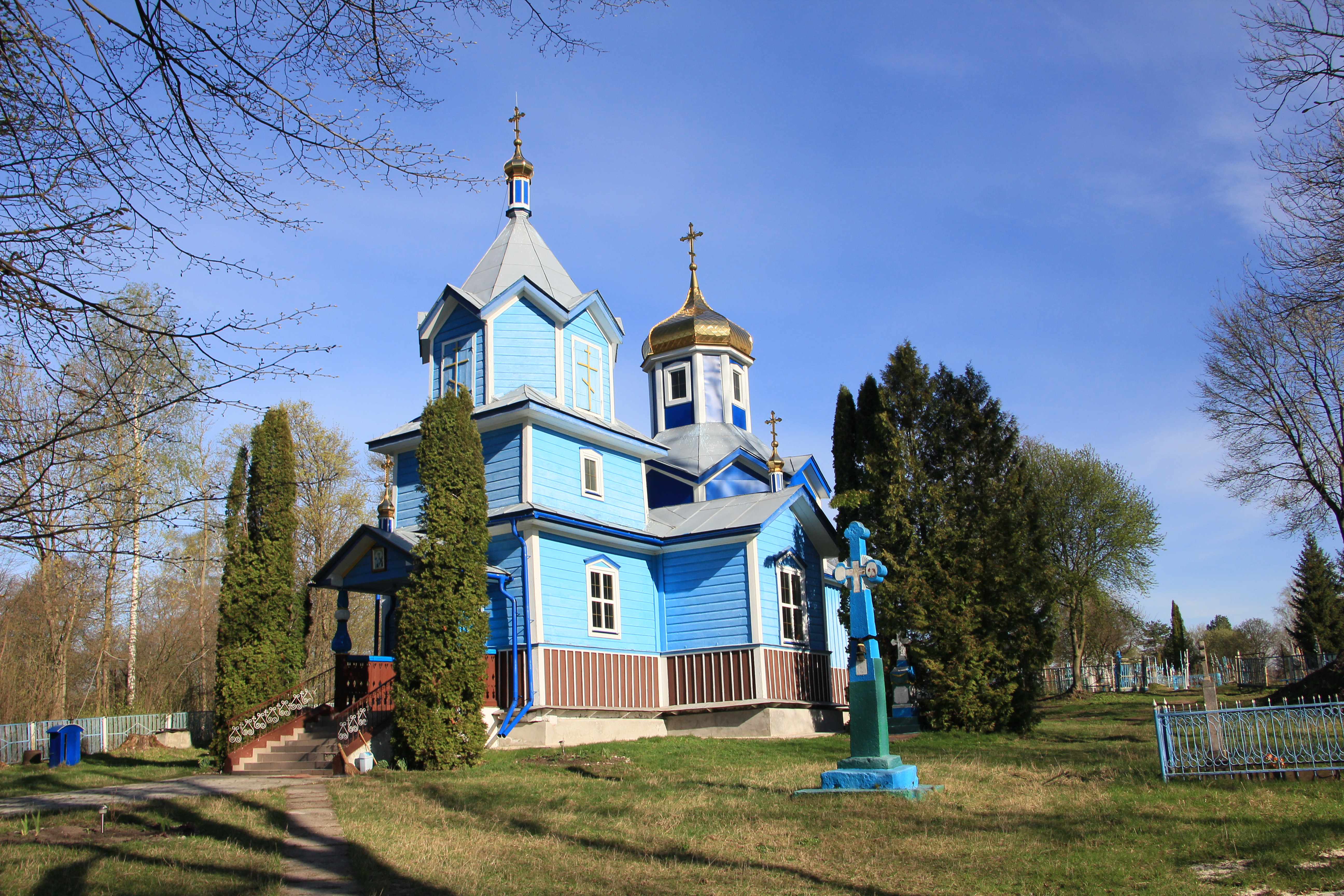
Дерев'яна церква

Споруджено пам'ятник полеглим у німецько-радянській війні воїнам-односельцям.

## Соціальна сфера
Діють загальноосвітня школа І—ІІ ступенів, бібліотека, ФАП, торговельний заклад.

## Галерея

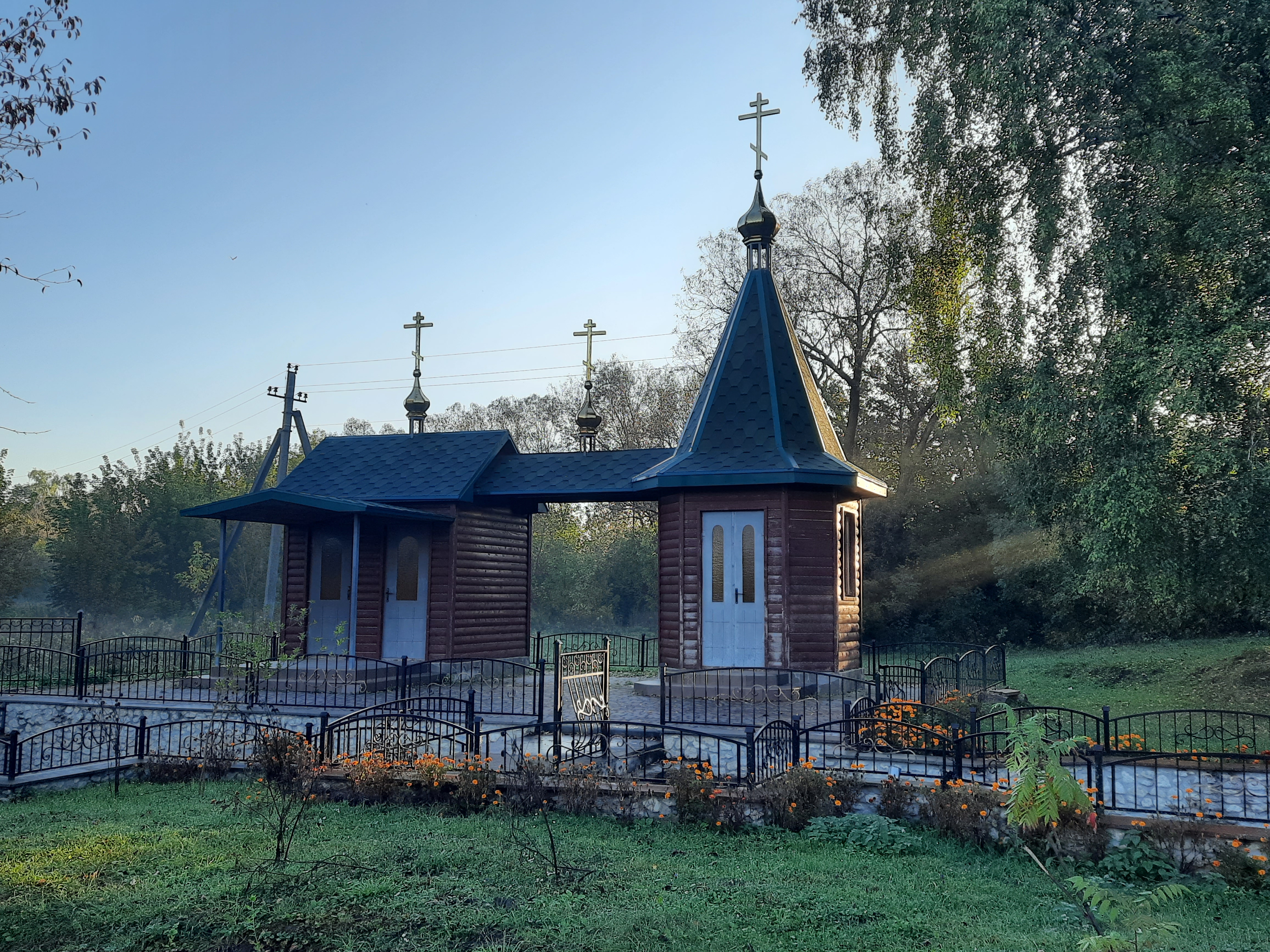
Капличка
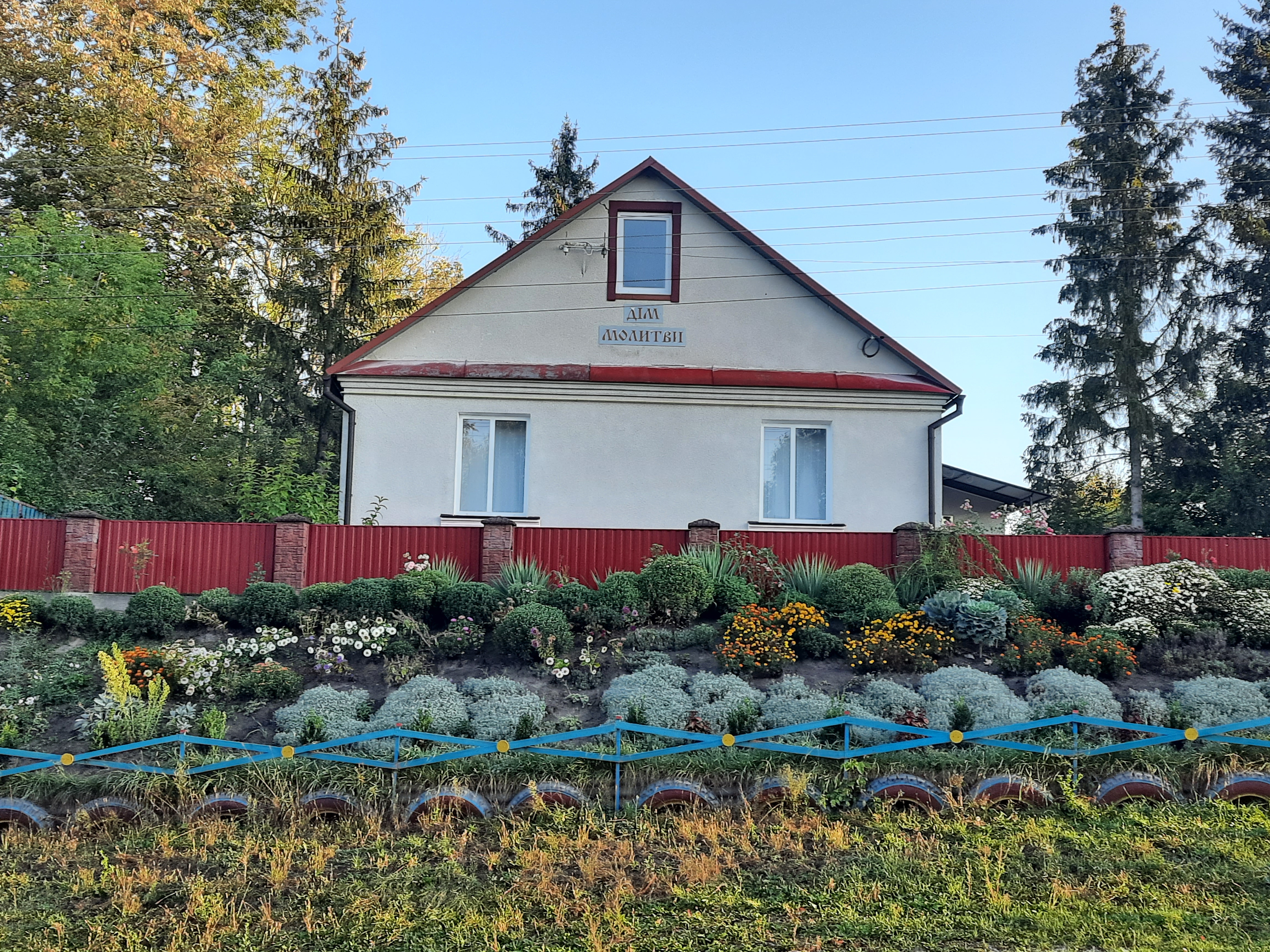
Дім молитви
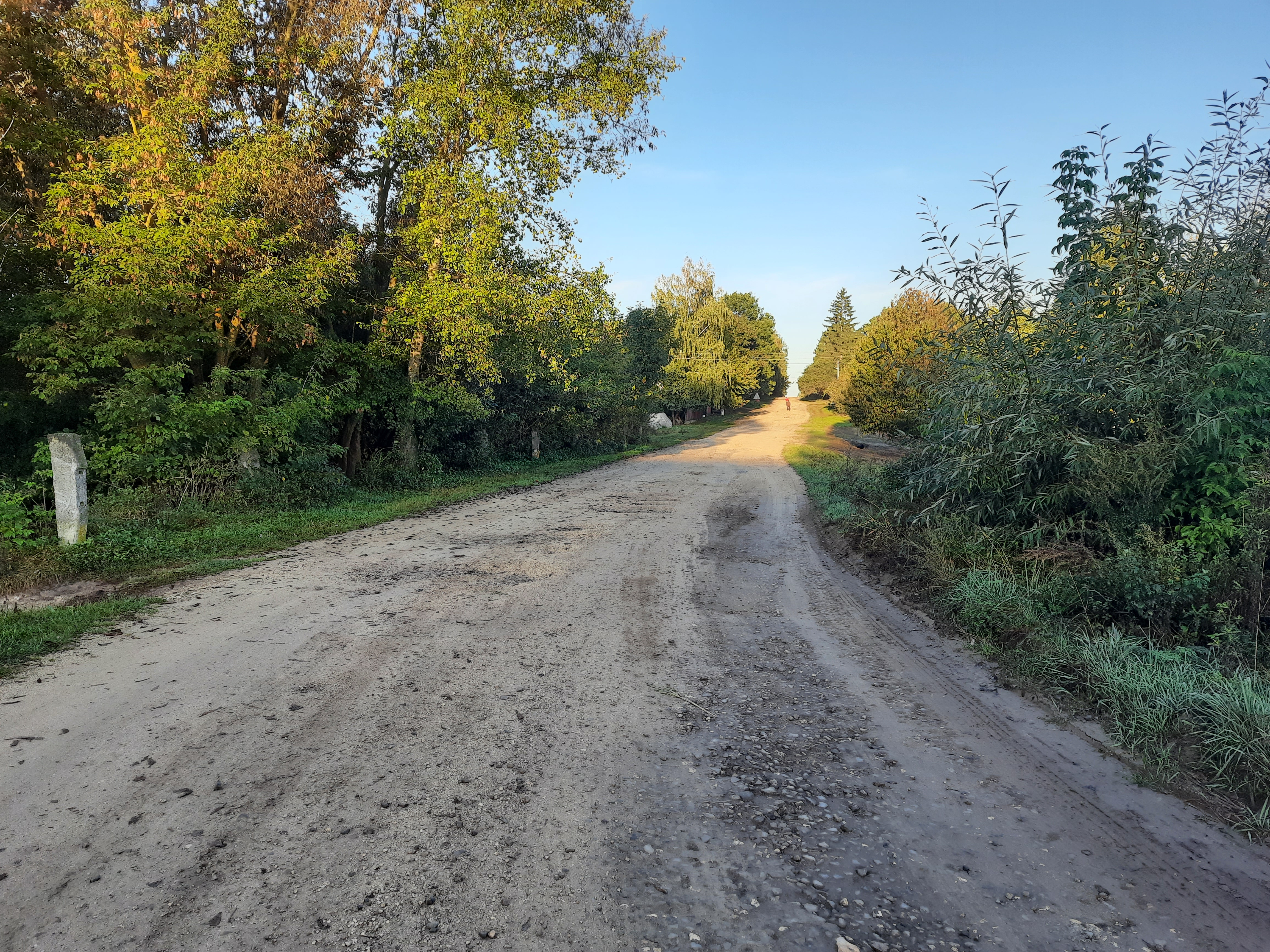
Сільська вулиця
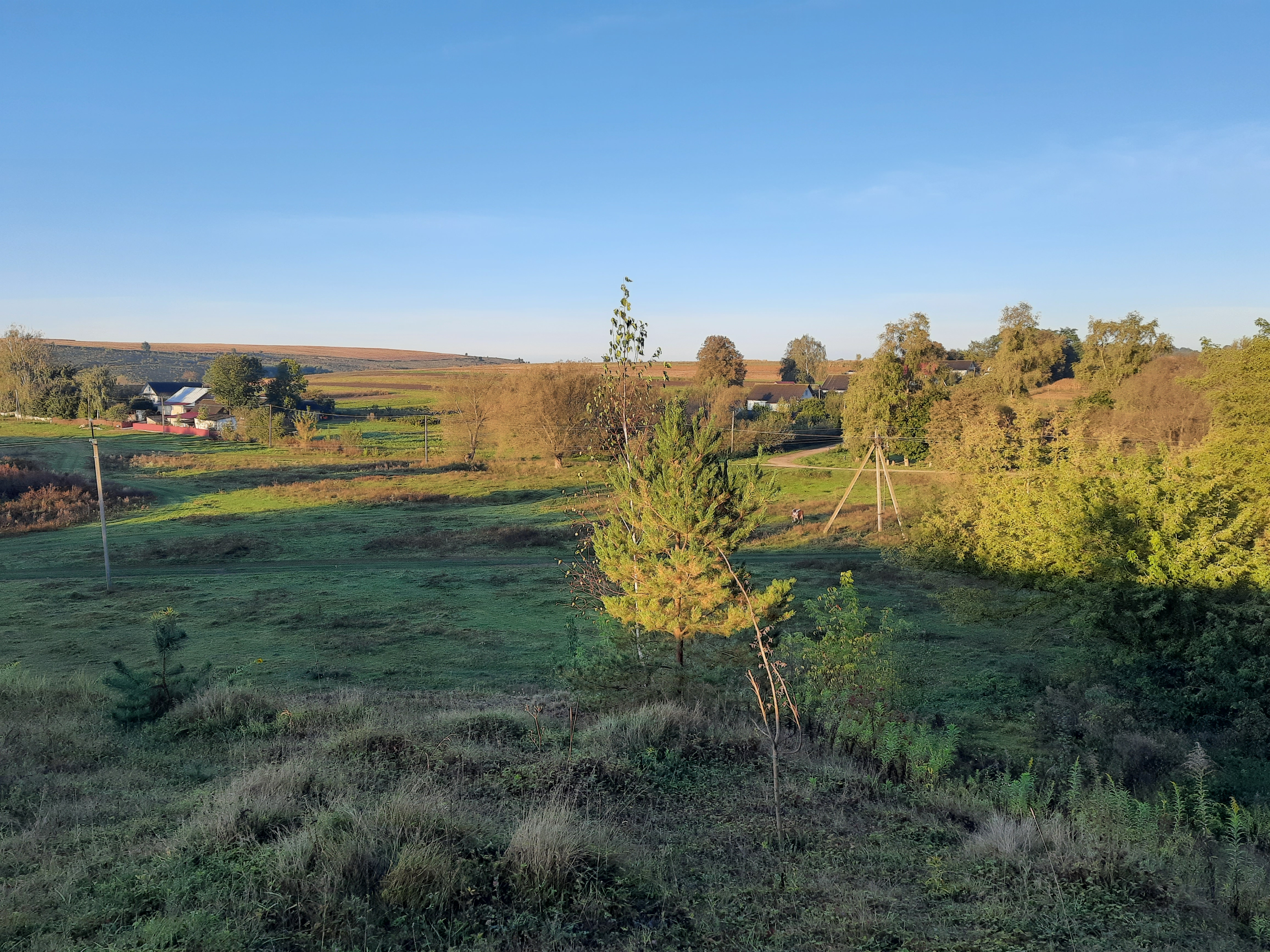
Сільський краєвид
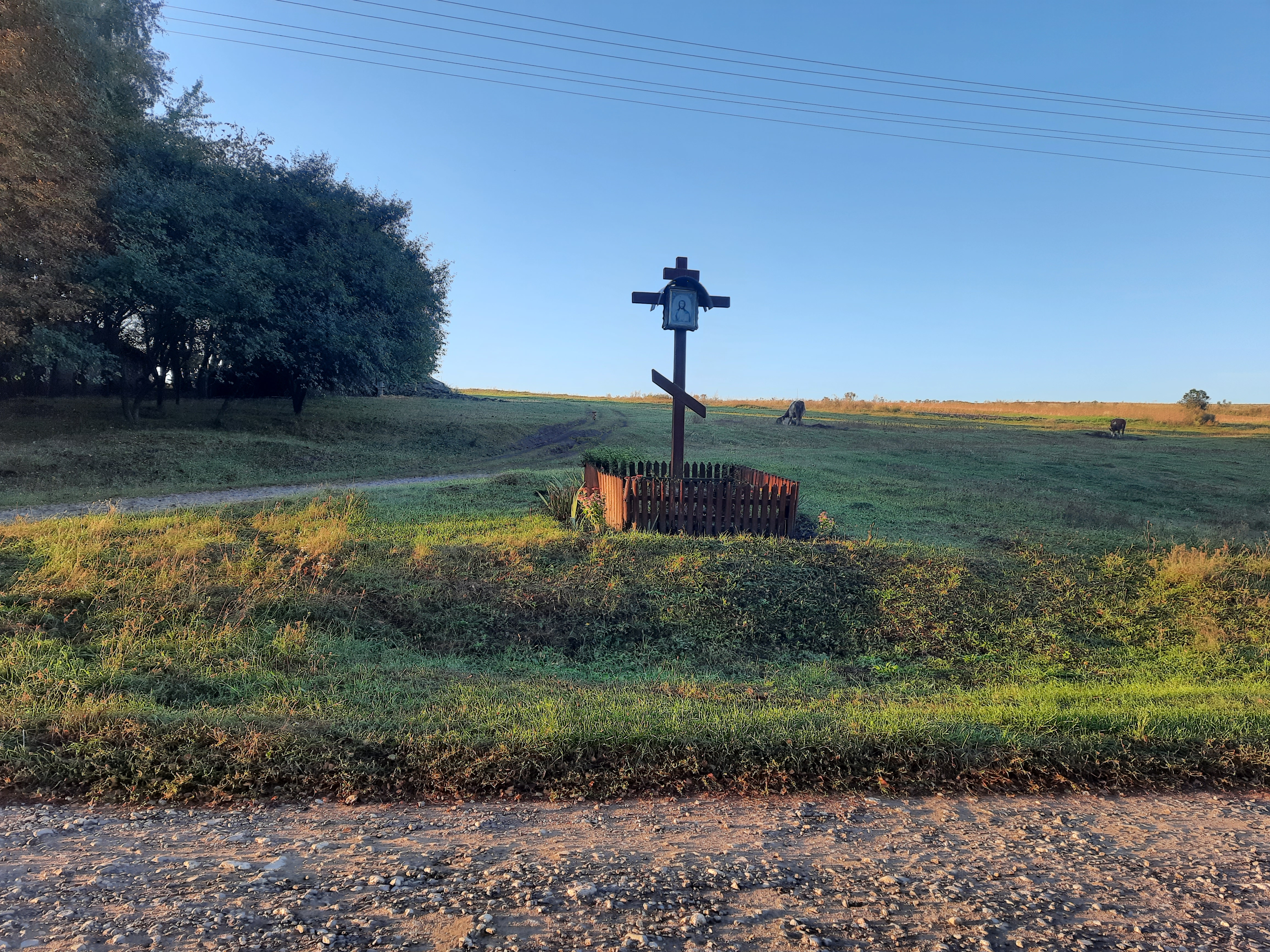
Пам'ятний хрест на околиці
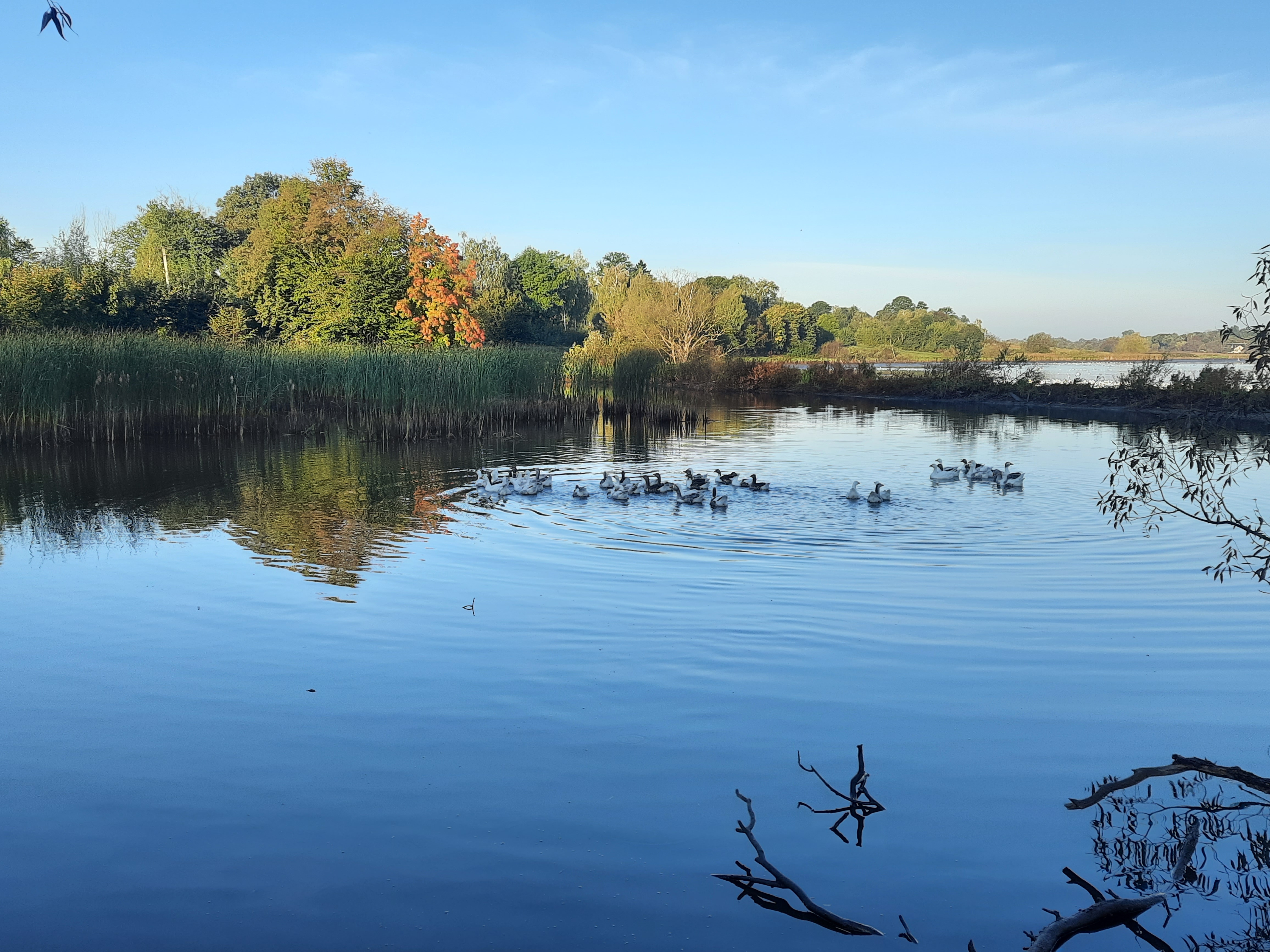
Став біля села